# Мерседес (град)
Мерседес (на испански: Mercedes) е град с надморска височина 28 метра, административен център на департамента Сориано, Уругвай. Населението на града е 41 974 души (2011 г.).